# Petrichus sordidus
Petrichus sordidus là một loài nhện trong họ Philodromidae.
Loài này thuộc chi Petrichus. Petrichus sordidus được Albert Tullgren miêu tả năm 1901.